# 质壁分离

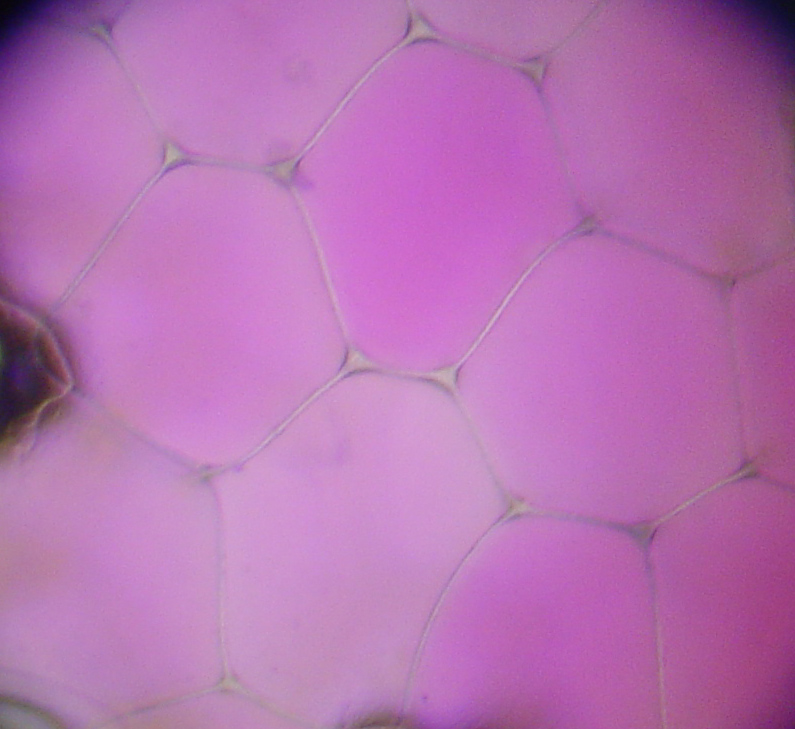
质壁分离前:粉红色的是染色后的液泡，而双重细线则是两侧细胞的细胞壁。

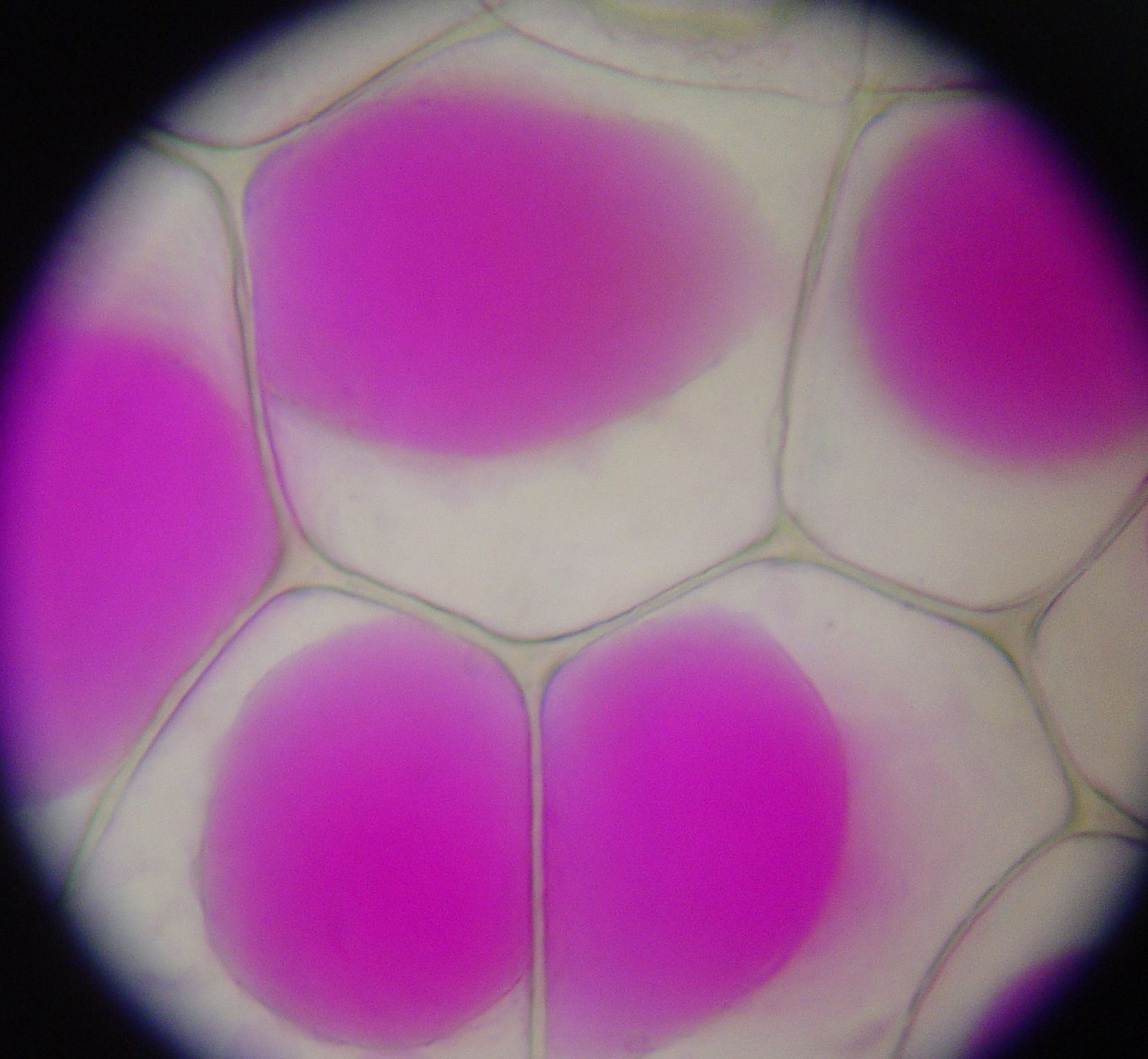
质壁分离

质壁分离指的是植物细胞在高渗透压环境下，因水分从細胞中流失而出现的细胞质与细胞壁分离的现象。原生质层在其中起到类似半透膜的作用。
細胞的渗透压可通过下式计算:
{\displaystyle \pi =-g\times c\times R\times T}，其中：
- g为渗透系数
- c为外界渗透浓度
- R为气体常数，8.314472 J/Mol·K
- T为绝对温度

负值表示細胞向外渗出，π的绝对值越大，表示細胞往外渗出的趋势越强。
科學家通过对洋葱作质壁分离的实验，可以了解到两个事实：一是细胞的浓度（洋葱细胞为0.55-0.8mol/L左右），二是细胞壁具有全渗透性，而细胞膜和液泡膜则是半渗透的。
在质壁分离不损坏细胞的前提下，细胞可通过去质壁分离回复原样，即让细胞脱离高渗环境，进入等渗或低渗环境，而且功能无损。